# Rynninge, Stora Mellösa socken
Rynninge är en tidigare, sedermera delad, by i Stora Mellösa socken i Närke.
Den ursprungliga byn delades någon gång under medeltiden i Västra respektive Östra Rynninge, där den västra byn torde ha varit "moderbyn". Också byn Börsholm kan ha avknoppats från det ursprungliga Rynninge.
Västra Rynninge var alltsedan medeltiden i stor utsträckning tillhörigt kyrkan, vilken även efter reformationen synes ha fått behålla delar av detta jordinnehav. Den östra byn dominerades däremot av frälsejord. Den kom under 1800-talet att i stor utsträckning ägas av släkten Årmann, vilken 1819 där uppförde Östra Rynninge herrgård.
Namnet Rynninge, vilket är belagt i skrift åtminstone så tidigt som 1331, är av oklar etymologi, men kan vara kopplat till ett personnamn börjande på "Run-".